# Federico Maria Giovanelli
Pour les articles homonymes, voir Giovanelli.
Ne doit pas être confondu avec Ludovico Flangini Giovanelli.
Federico Maria Giovanelli (né le 26 décembre 1726 à Venise et mort le 10 janvier 1800) est un évêque italien du XVIIIe siècle, patriarche de Venise de 1776 à 1800.

## Biographie
Federico Maria Giovanelli est nommé évêque de Chioggia en 1773. En 1776, il est nommé patriarche de Venise.

## Succession apostolique
Federico Maria Giovanelli a ordonné les évêques suivants :
- Évêque Antonio Belglava (it) (1781)
- Évêque Antonio Giovanni Giuseppe Lucovich (it) (1784)
- Évêque Giovanni Pietro Martino Pellegrini (1786)
- Évêque Giuseppe Cosserich Teodosio (it) (1787)
- Archevêque Nicolò Angelo Sagredo (it) (1788)
- Évêque Teodoro Loredano Balbi (it) (1795)